# Callimaco di Afidna
Callimaco del demo di Afidna (in greco antico: Καλλίμαχος?, Kallímachos; VI secolo a.C. – Maratona, 490 a.C.) è stato un generale e politico ateniese, arconte polemarco ovvero comandante in capo dell'esercito ateniese durante la battaglia di Maratona.

## Biografia
Secondo un'ipotesi di restauro dell'iscrizione riportata sul monumento dedicatogli dagli Ateniesi poco dopo la vittoria a Maratona (il monumento, situato sull'Acropoli e distrutto nel 480-479 a.C. durante il saccheggio persiano di Atene, consisteva in una colonna sormontata da una figura femminile alata, Iride o Nike), il 28 ecatombeone (22/23 agosto secondo i calcoli dello storico Nicholas Sekunda) 490 a.C. Callimaco aveva vinto i Giochi panatenaici; secondo un'altra ipotesi, invece, Callimaco aveva fatto voto alla dea Iride di erigere quel medesimo monumento in caso di vittoria.
Callimaco, in qualità di polemarco, fu comandante supremo delle forze greche nella battaglia di Maratona (agosto/settembre 490), consistenti in circa 9 000 opliti ateniesi e 1 000 plateesi. Sembra probabile che, dato che il polemarco era responsabile anche delle pratiche religiose dell'esercito ateniese, sia stato lo stesso Callimaco a compiere il sacrificio di una capra ad Artemide Agroteria e a fare voto alla dea di sacrificarle dopo la battaglia un bue per ogni nemico ucciso, come prevedeva la tradizione; questa ipotesi è confermata da un commentatore di Aristofane.
Il polemarco, a capo dei dieci strateghi, tra i quali Milziade, approvò il piano di quest'ultimo per rifiutare l'ultimo appello ad arrendersi rivolto agli Ateniesi dal generale persiano Dati prima della battaglia. Secondo Erodoto, dato che gli strateghi erano divisi (cinque a favore della proposta di Dati, cinque decisi alla battaglia), fu decisivo per l'approvazione del piano il voto di Callimaco, che in un primo momento sarebbe stato incerto sul da farsi, mentre poi sarebbe stato persuaso da Milziade in favore della battaglia. Secondo Sekunda è improbabile che il discorso di Milziade riferito da Erodoto corrisponda esattamente a quello pronunciato veramente, almeno in alcune sue parti, che sembrano aggiunte a beneficio del lettore.
Callimaco combatté con grande coraggio durante la battaglia, nella quale in qualità di polemarco ebbe l'onore di guidare l'ala destra dell'esercito, e morì nel combattimento presso le navi persiane "dopo essersi dimostrato un uomo buono e sincero"; secondo Plutarco l'avrebbero trafitto talmente tante lance che, pur morto, sarebbe rimasto ritto in piedi.

## Considerazioni
Secondo Sekunda i meriti di Callimaco probabilmente sono stati volontariamente minimizzati da Erodoto a vantaggio di Milziade; Sekunda inoltre fa notare che subito dopo la battaglia gli Ateniesi eressero un monumento a Callimaco, non a Milziade (che in quel momento stava morendo in prigione), segno che a quell'epoca Callimaco era molto più considerato di Milziade, il quale potrebbe invece essere stato notevolmente riabilitato a svantaggio di Callimaco dalla propaganda del figlio Cimone negli anni 460 a.C.
L'unica opera superstite di Polemone è proprio un'orazione intitolata Epitaffi dedicata ai caduti di Maratona, in particolare Cinegiro e Callimaco.
In ricordo della sua morte eroica venne eretta sul Partenone ad Atene una statua in suo onore detta Nike di Callimaco.